# JFEスチール西日本製鉄所

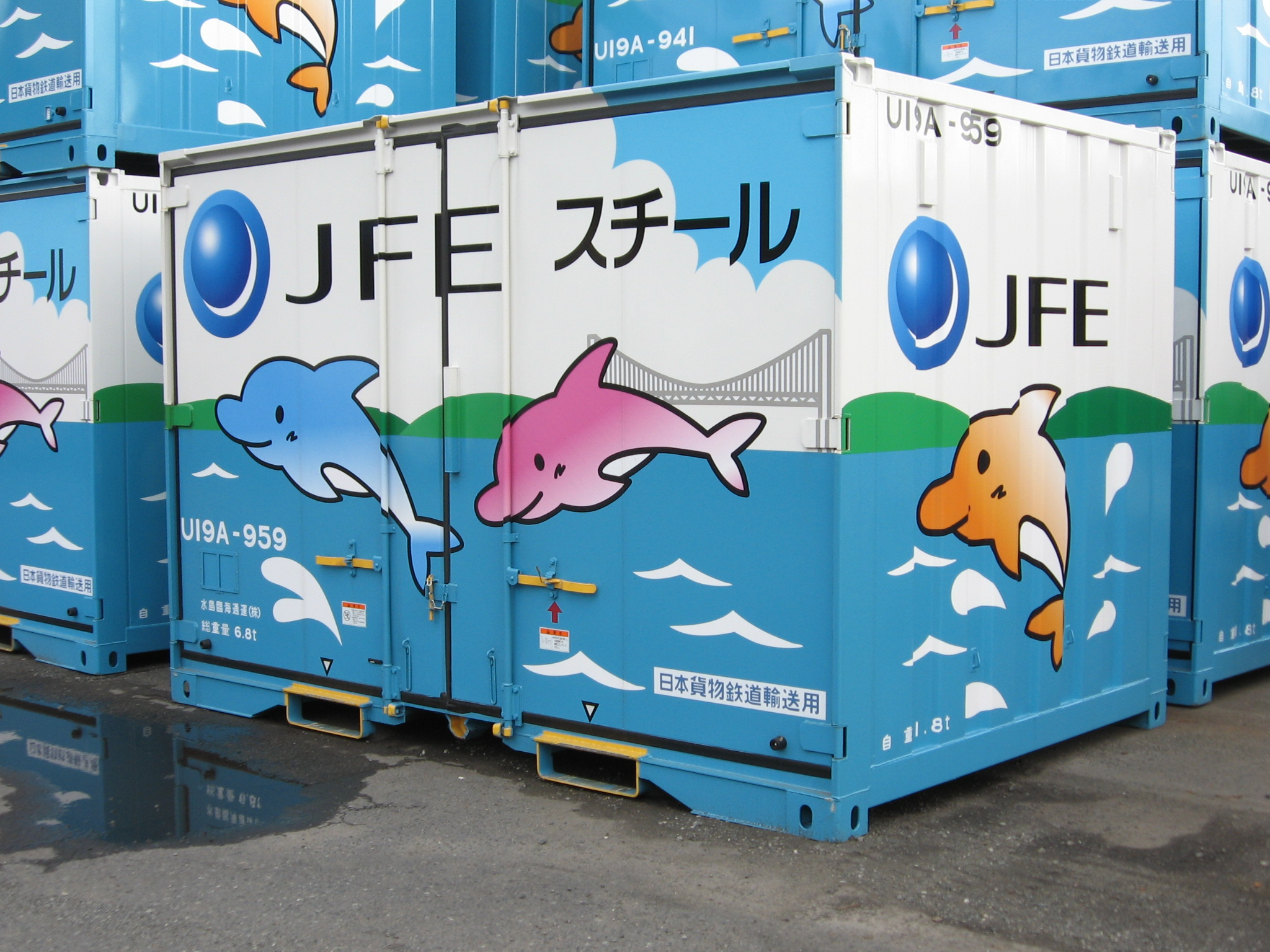
西日本製鉄所倉敷地区で生産されている線材を、JR貨物で全国に鉄道輸送する専用の12ft、5t積み私有コンテナ。
倉敷地区の目の前に広がる瀬戸内海の橋と自然を表したデザインは、模型などで商品化もされた。
岡山県／東水島駅にて、2008年5月11日撮影。

JFEスチール西日本製鉄所（ジェイエフイースチールにしにほんせいてつしょ）は、広島県福山市鋼管町1番地および岡山県倉敷市水島川崎通1丁目にあるJFEスチールの銑鋼一貫製鉄所。日本鋼管と川崎製鉄の合併に伴い発足した。福山地区と倉敷地区に分かれており、管理業務事務所は福山地区に所在する。
所在地の地名はそれぞれ「鋼管町」は日本鋼管、「水島川崎通」は川崎製鉄に由来する。

## 福山地区

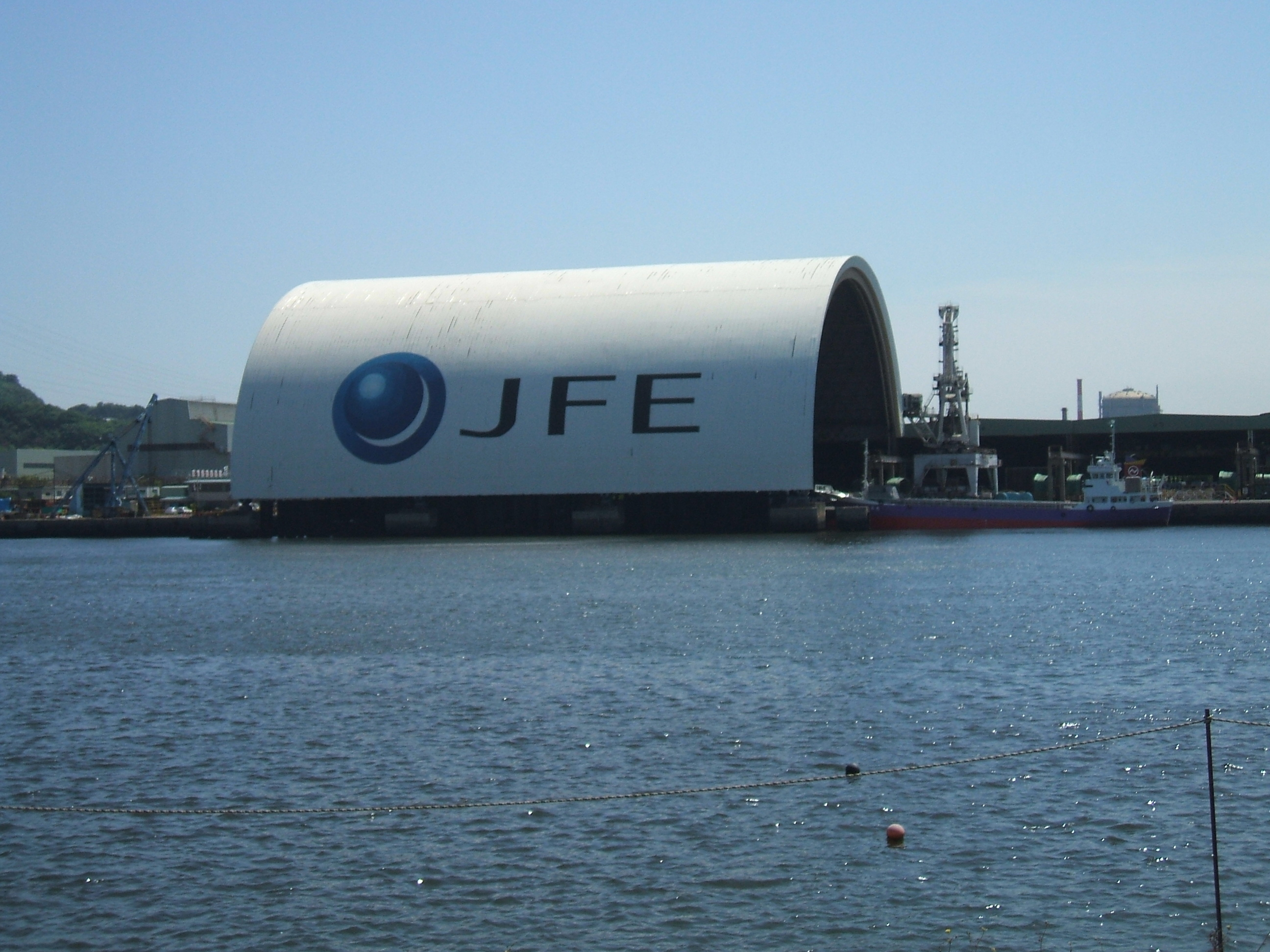
出荷岸壁にあるドーム

### 地区概要
- 敷地面積 1420万m2（福山900万m2笠岡520万m2）
- 高炉などは福山市に所在するが、岡山県笠岡市鋼管町にも敷地があり、鋼管などを製造している。県境をまたぐ部分には両国橋と新両国橋という2本の橋がかけられている。

### 沿革
- 1965年（昭和40年）2月 日本鋼管福山製鉄所発足。
- 1966年（昭和41年）2月 建設予定地に入っていた陸上自衛隊福山駐屯地閉鎖。駐屯していた陸上自衛隊福山地区病院は日本鋼管の負担で兵庫県川西駐屯地へ新病院建設の上で移転、陸上自衛隊阪神地区病院へ改称。
- 2003年（平成15年）4月 川崎製鉄との合併により、倉敷と一体の西日本製鉄所となる。

### 生産品
- 鋼板
- H形鋼
- 鋼管
- 軌条

### 高炉
番号、炉内容積m3、2011年5月現在
- 第2高炉 2,828（2011年5月11日休止）
- 第3高炉 4,300（2011年5月火入れ4次）
- 第4高炉 5,000（2006年5月火入れ4次。2027年度休止予定。）
- 第5高炉 5,500（2005年3月火入れ3次）

### アクセス
- 〒721-8510
広島県福山市鋼管町1番地
- JR福山駅下車　中国バス鋼管町下車（所要時間約25分）
  - 日本鋼管時代は「鋼管正門前」と名乗っていたが、JFE成立後「鋼管町」に改名した。
  - 以前は笠岡・井原・幕山団地・大谷台団地・東福山駅等各方面行があり、井笠鉄道も乗り入れていたが、現在は福山駅前からの3系統（手城・鋼管町経由鋼管病院行、深津隧道・鋼管病院経由鋼管町行、深津隧道・ローズタウン・鋼管病院経由鋼管町行）の3系統のみの運行となった。

### 工場開放
- 例年5月大型連休後の日曜日に「JFE西日本フェスタinふくやま」と称してイベントがある。バスで移動して熱延工場への見学や模擬店、ステージイベントなどが開催される。入場無料

## 倉敷地区

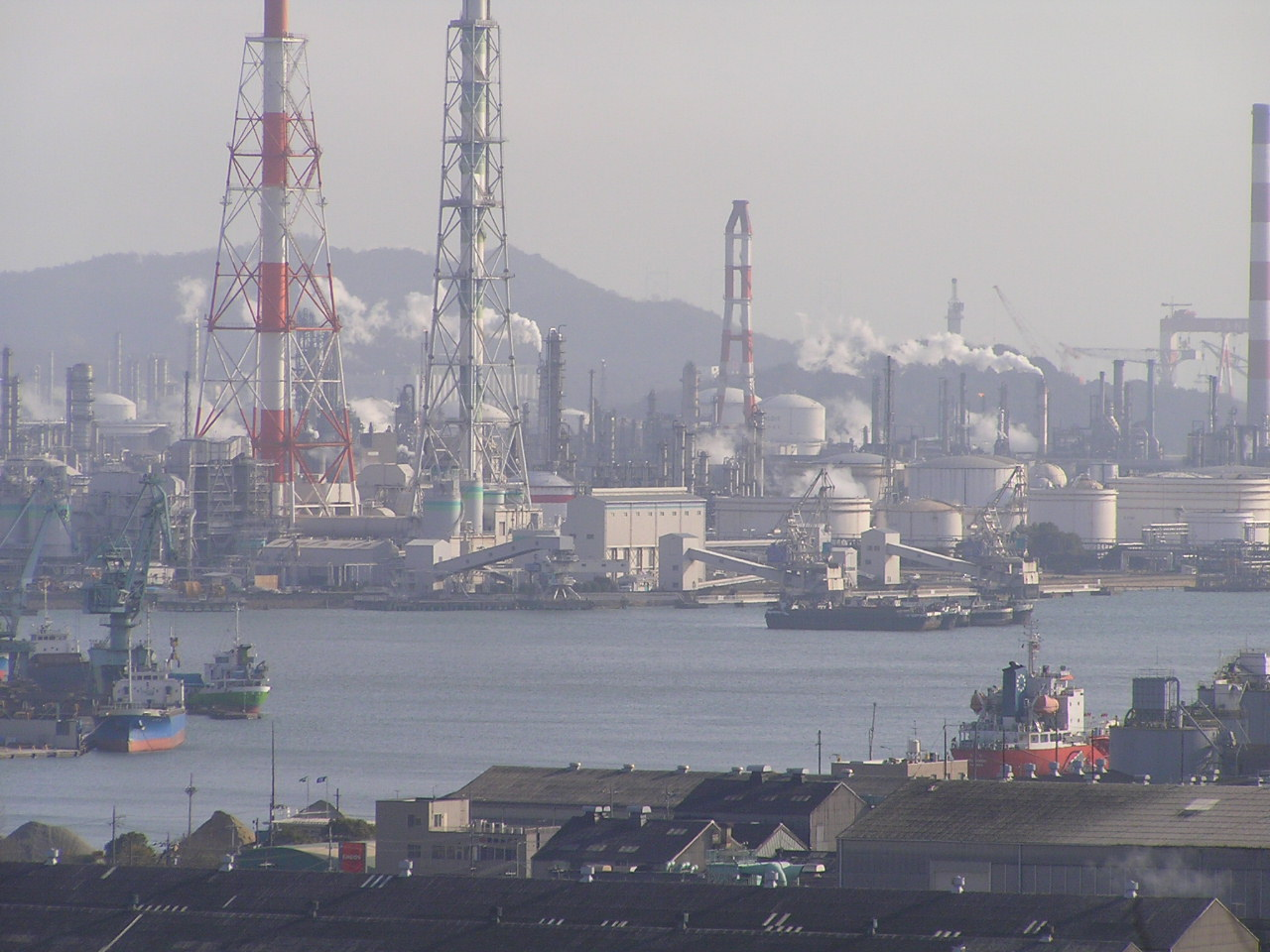
水島港周辺

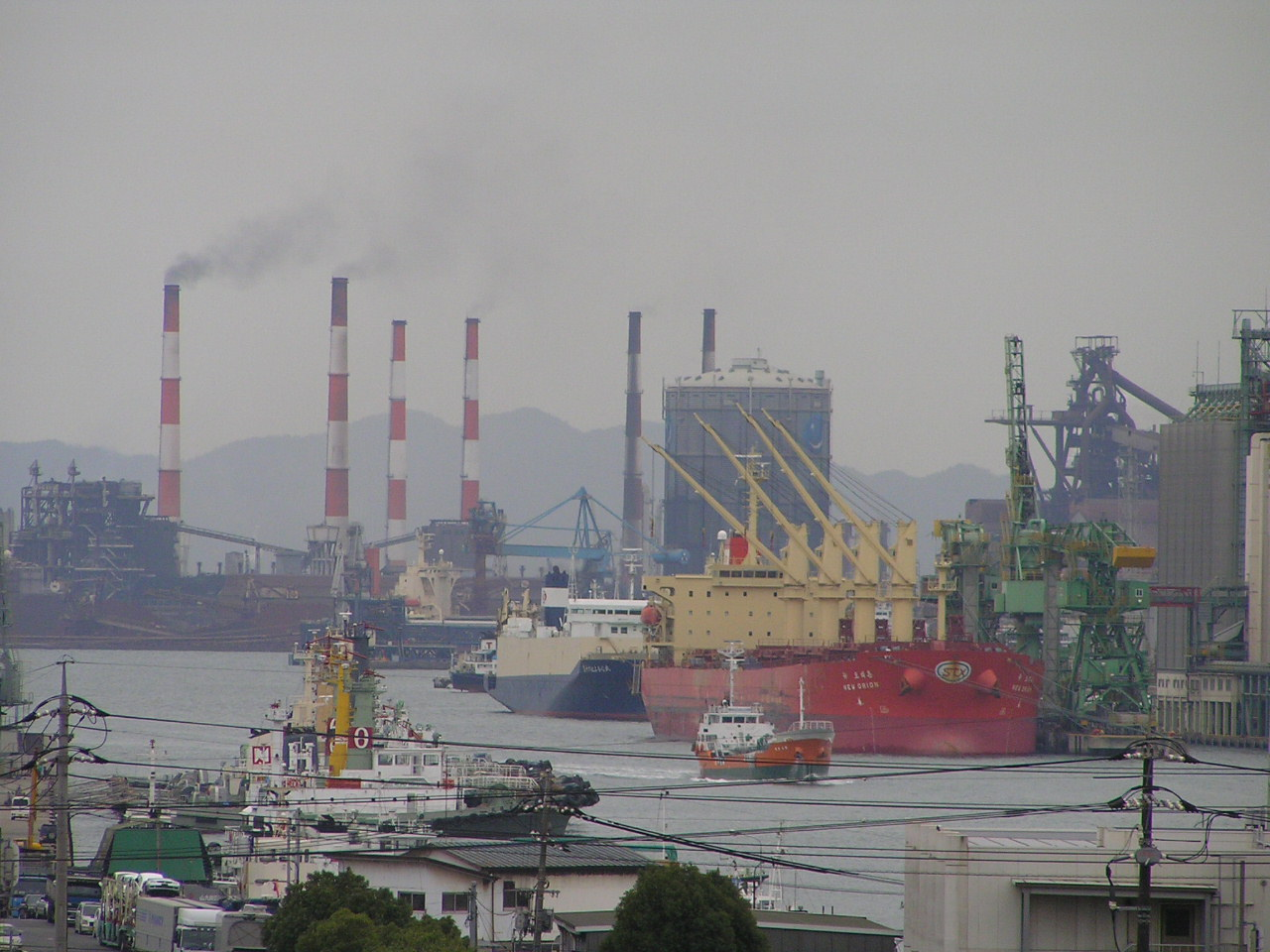
水島港周辺

### 地区概要
かつては川崎製鉄の水島製鉄所であった。三菱自動車工業水島製作所に隣接している。

### 生産品
熱延
厚板
線材・棒鋼

### 高炉
2010年2月現在　炉内容積m3、
- 第1高炉: 2,564  （休止中）
- 第2高炉: 4,100 （2003年11月火入れ4次。電炉転換のため、2028年度より休止予定。）
- 第3高炉: 5,055 （2021年12月火入れ4次）
- 第4高炉: 5,100 （2021年12月火入れ4次）

### アクセス
- 〒712-8511
岡山県倉敷市水島川崎通り1丁目
- JR倉敷駅下車
両備バスJFE正門下車（所要時間約30分）
- JR新倉敷駅下車
- 水島臨海鉄道水島駅下車

### 工場開放
1979年より「みずしま川鉄まつり」として毎年11月にイベントを開催している（2003年より「JFEフェスタinくらしき」に改称）。芸能人が出演してのライブやヒーローショーなどが行われる他、倉敷市が将棋との関係が深いことから、子供将棋大会も毎年開催される。2015年には、その将棋大会の開催を称えて第22回大山康晴賞を受賞した。